# Бернардо Піньянго
Бернардо Хосе Піньянго Фігера (ісп. Bernardo José Piñango Figuera; 9 лютого 1960) — венесуельський професійний боксер, призер Олімпійських ігор, чемпіон світу за версією WBA (1986—1987) в легшій і (1988) другій легшій вазі.

## Аматорська кар'єра
На Олімпійських іграх 1980 завоював срібну медаль.
- В 1/16 фіналу переміг Ернесто Альгуера (Аргентина) — 4-1
- В 1/8 фіналу переміг Велі Кута (Фінляндія) — DSQ
- В чвертьфіналі переміг Джона Сирякіббе (Уганда) — KO
- В півфіналі переміг Думітру Чіпере (Румунія) — 3-2
- У фіналі програв Хуану Ернандесу (Куба) — 0-5

## Професіональна кар'єра
1981 року дебютував на професійному рингу. 4 червня 1986 року вийшов на бій проти чемпіона WBA в легшій вазі Габі Канісалеса (США) і переміг одностайним рішенням. Провів три успішних захиста титулу, після чого звільнив його і перейшов до другої легшої ваги. 27 лютого 1988 року вийшов на бій проти чемпіона WBA в другій легшій вазі Хуліо Джервасіо (Домініканська Республіка) і переміг розділеним рішенням. 28 травня 1988 року втратив титул, програвши Хуану Хосе Естрада (Мексика).